# رولف-دیتر هویر
 رولف-دیتر هویر (آلمانی: Rolf-Dieter Heuer؛ زاده ۲۴ مهٔ ۱۹۴۸) یک فیزیک‌دان اهل آلمان است.